# 三宅恒方
三宅 恒方（みやけ つねかた、1880年5月21日 - 1921年2月2日）は、日本の昆虫学者、理学博士。

## 人物
石川県金沢市生まれ。三宅雪嶺の甥。1898年東京府立一中卒、1905年東京帝国大学理科大学動物学科卒、続いて大学院に学び、1907年農科大学助手、1916年農商務省農事試験場昆虫部主任、農科大学実科講師、1919年農学部講師。腸チフスのため享年42で没した。昆虫学を専攻し、寺田寅彦の友人で、妻は夏目漱石に師事した作家の三宅やす子。絵を中川八郎に学んだほか、随筆家としても知られた。娘は作家の三宅艶子。
1906年、三宅常方は「台湾の蝶の図説」を『昆虫学雑誌』に発表し、台湾の118種の蝶を紹介した。

## 著書
- 初学昆虫採集法 東洋社 1901
- 昆虫学汎論 裳華房 1917-1918
- 第六感を交へて 実業之日本社 1921
- 昆虫学研究要義 岩波書店 1922
- 天使の翅 昆虫講話 実業之日本社 1922
- 旅と私 実業之日本社 1922
- 新坂町から 実業之日本社 1922
- 学者ひざくりげ 富士書房・春陽堂 1929

翻訳
- 昆虫学 ふをるそむ 内田清之助共訳 警醒社 1910